# Котково (Острудський повіт)
Котково (пол. Kotkowo, нім. Katzendorf) — село в Польщі, у гміні Лукта Острудського повіту Вармінсько-Мазурського воєводства.
Населення — 96 осіб (2011).
У 1975-1998 роках село належало до Ольштинського воєводства.

## Демографія
Демографічна структура станом на 31 березня 2011 року:
|          | Загалом | Допрацездатний вік | Працездатний вік | Постпрацездатний вік |
| -------- | ------- | ------------------ | ---------------- | -------------------- |
| Чоловіки | 49      | 13                 | 33               | 3                    |
| Жінки    | 47      | 11                 | 28               | 8                    |
| Разом    | 96      | 24                 | 61               | 11                   |